# Jatra

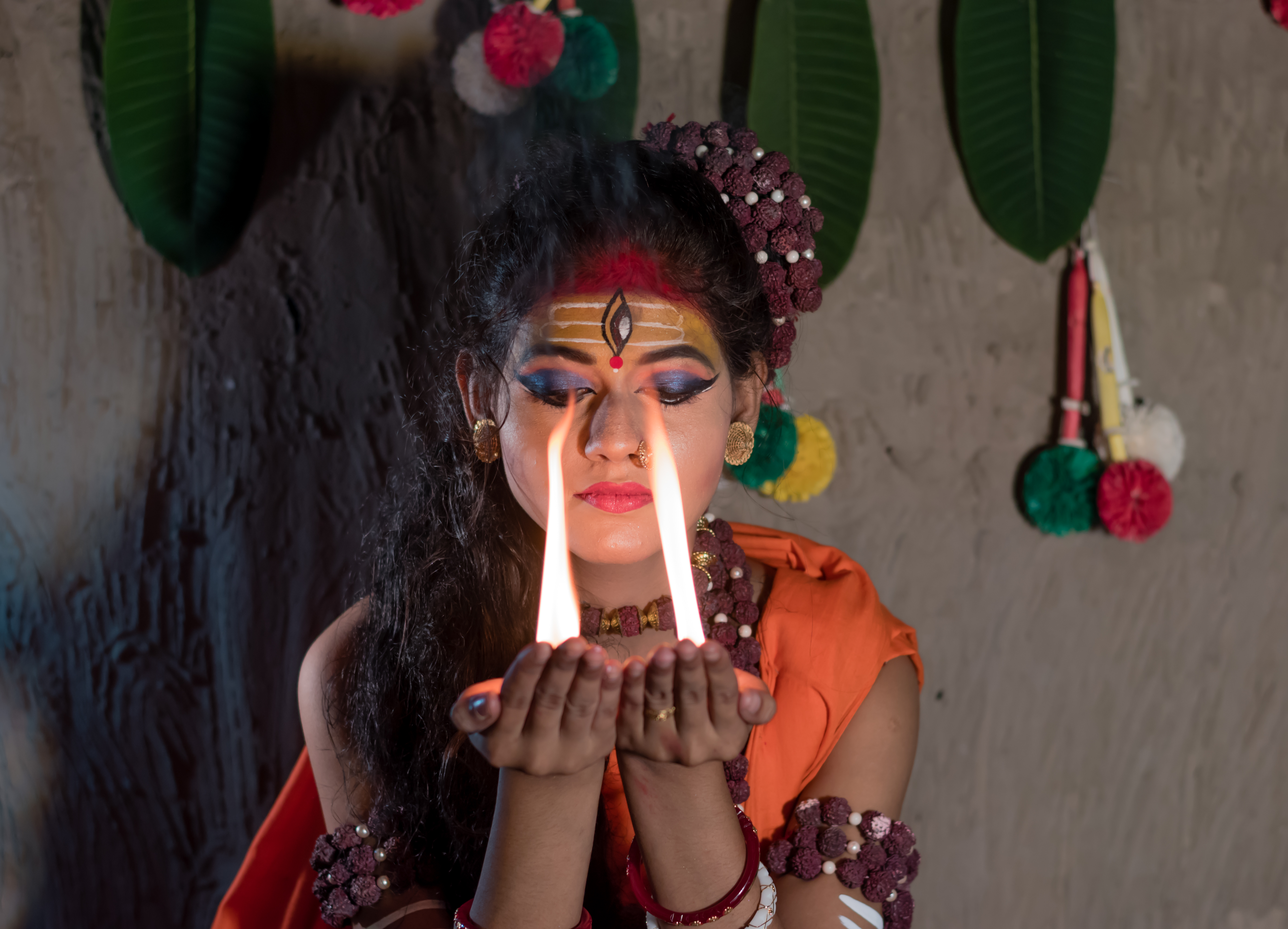
Actrice de jatra interprétant une devî.

Le jatra (bengali : যাত্রা, yatra (en) signifiant voyage ou procession en sanskrit) est une forme de théâtre populaire et traditionnel bengali.

## Répartition
On trouve le jatra dans toutes les régions du sous-continent indien où on parle bengali : le Bangladesh, le Bengale-Occidental, le Assam, le Tripura et le Bihar.
En 2005, on comptait 55 troupes de jatra rien qu'à Calcutta, et près de 4 000 scènes dans le seul Bengale-Occidental, où en 2001, 300 compagnies employaient 20 000 personnes, plus que le cinéma et le théâtre urbain.

## Origine
Le jatra est à l'origine une forme de théâtre musical lié à l'émergence du mouvement bhakti de Chaitanya Mahaprabhu, où il est dit avoir joué lui-même Rukmini (en) dans la pièce Rukmini Haran (L'Enlèvement de Rukmini) tirée de la vie de Krishna. Cet événement, qui se serait passé en -1507, est relaté dans le Chaitanya Bhagavata (en), hagiographie de Chaitanya Mahaprabhu par Vrindavana Dasa Thakura (en).
On trouve aussi des ressemblances du jatra avec le nautanki d'Uttar Pradesh, le tamasha du Maharashtra et le bhavai (en) du Gujarat.
Bien que son lieu de naissance se situe dans le paysage religieux, rempli de divers mouvements bhaktis, à la fin du XIXe siècle, il a été remplacé par un contenu moralement didactique, et est finalement devenu laïque lorsqu'il a fait son entrée dans les théâtres urbains lors de la Renaissance du Bengale. La survie de cette forme théâtrale sur une si longue période a été attribuée à sa malléabilité innée et à sa capacité d'adaptation aux dynamiques sociales changeantes, ce qui lui permet non seulement de rester pertinente et vivante, mais aussi de prospérer

## Les représentations
Un spectacle dure souvent quatre heures, précédé d'un concert d'une heure destiné à attirer le public.
La représentation est constituée de monologues, de chants et de chorégraphies interprétés sur des airs traditionnels.
Un jatra a souvent lieu dans un lieu en plein air ouvert sur toutes les directions, avec peu ou pas de décor. Cela fut conservé même quand le jatra entra dans les théâtres urbains, les décors, accessoires et lumières n'entrant en jeu que bien plus tard, quand le jatra côtoya le théâtre occidental à la fin du dix-neuvième siècle, et que la jeunesse urbaine et éduquée rencontra la tradition du jatra.
Les acteurs sont majoritairement des hommes, même pour les rôles féminins. Les acteurs intègrent des compagnies lorsqu'ils sont jeunes, et sont sélectionnés selon leurs performances vocales.
Aujourd'hui, beaucoup de jatras se jouent sur des scènes de plein air avec une musique forte, un éclairage intense et des décors somptueux.
Placés aux deux extrémités de la scène, les musiciens peuvent utiliser des dholaks, des Pakhavaj (en), des tablas, des cymbales, des clarinettes, trompettes et des violons.
Les jatras utilisent aussi le Bibek (Conscience), qui commente l'action, dit les sentiments que doivent ressentir les personnages, et qui peut parfois entrer sur scène pour donner son point de vue. Aux côtés du Bibek, il y a la Niyati (Destin), souvent interprétée par une femme, qui commente et interpelle les autres personnages, les prévenant de dangers à venir.
La saison des jatras commence souvent en automne, lors des récoltes, autour de Durgā pūjā, et finit avec la mousson

## Galerie

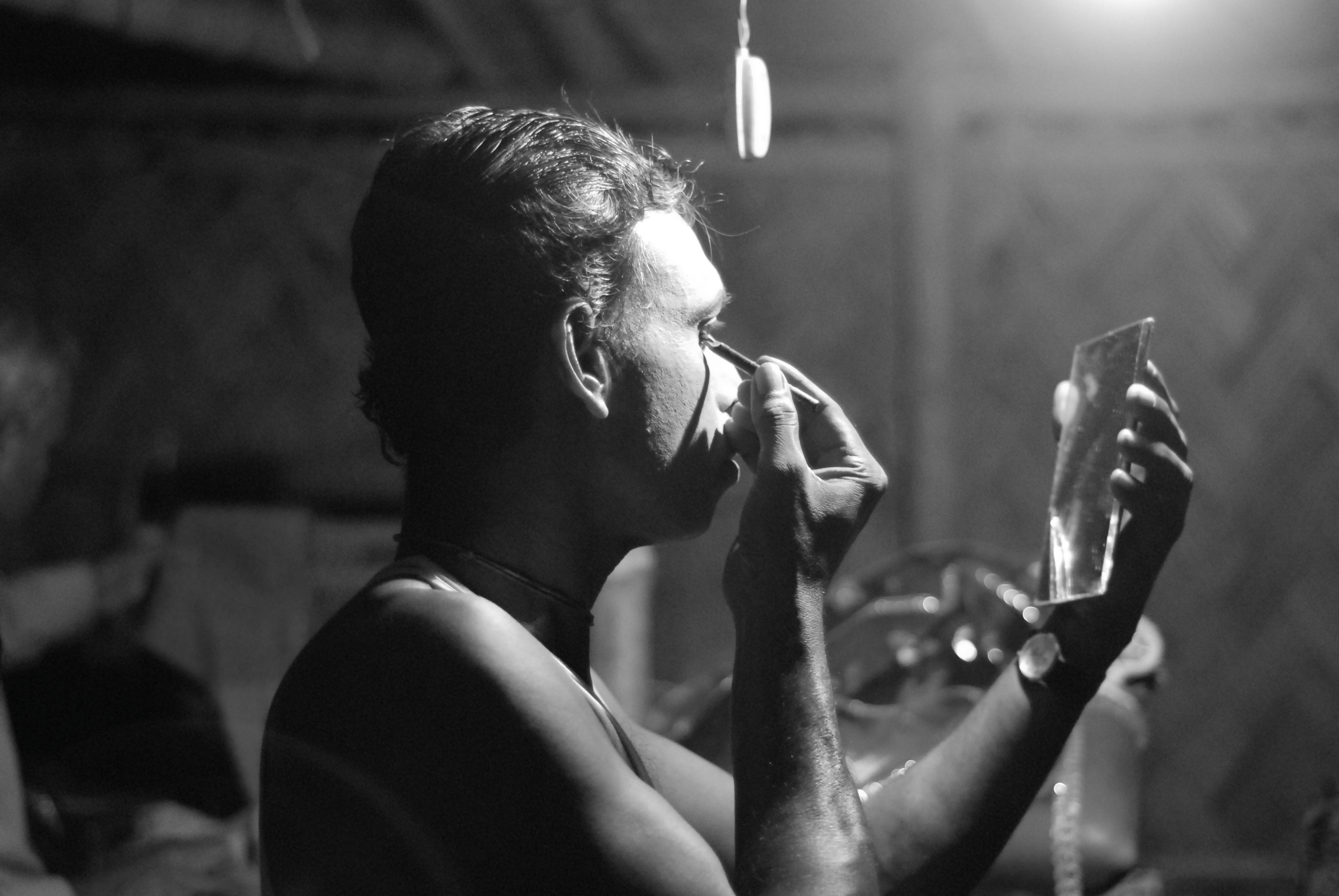
Acteur se préparant
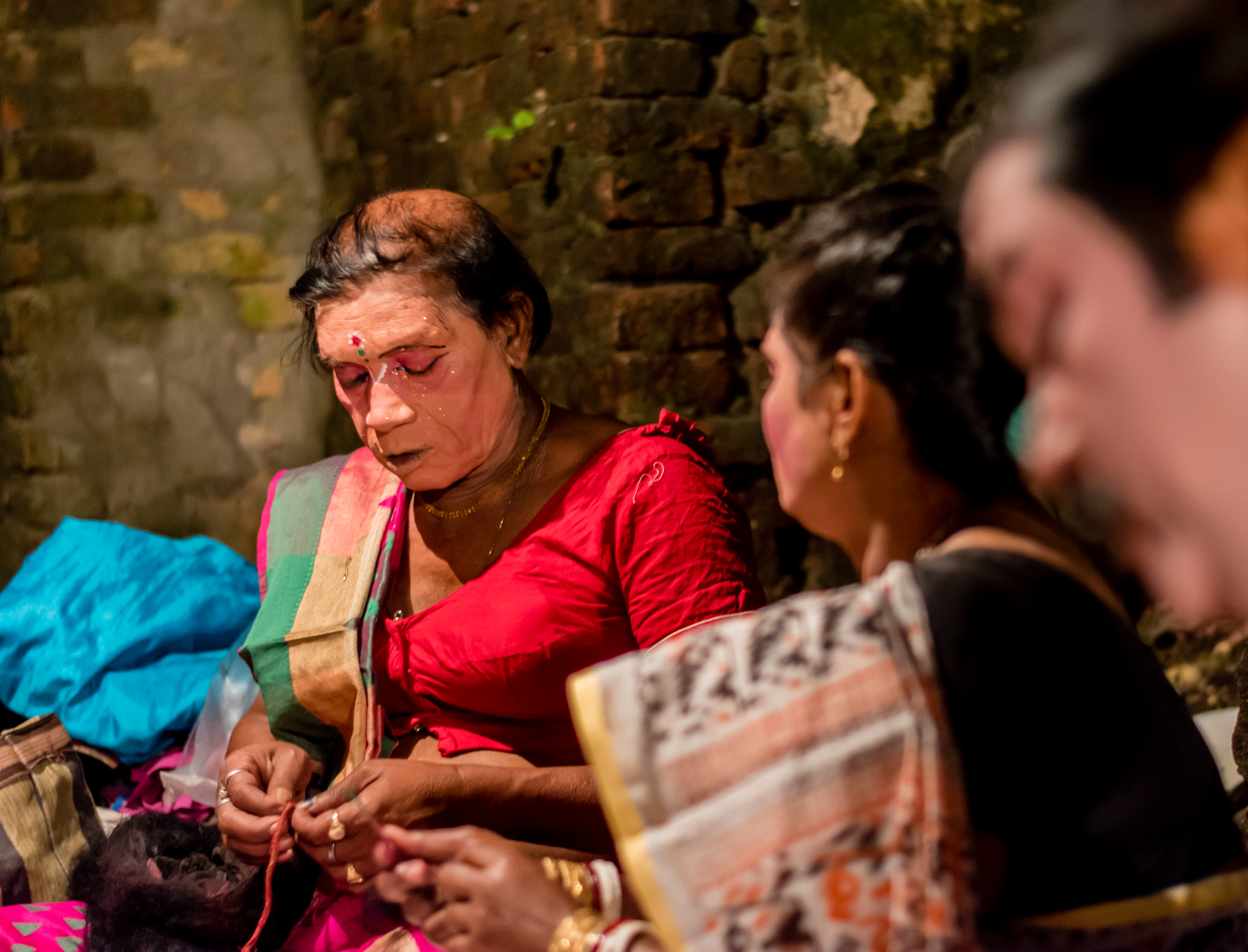
Acteur avant la représentation
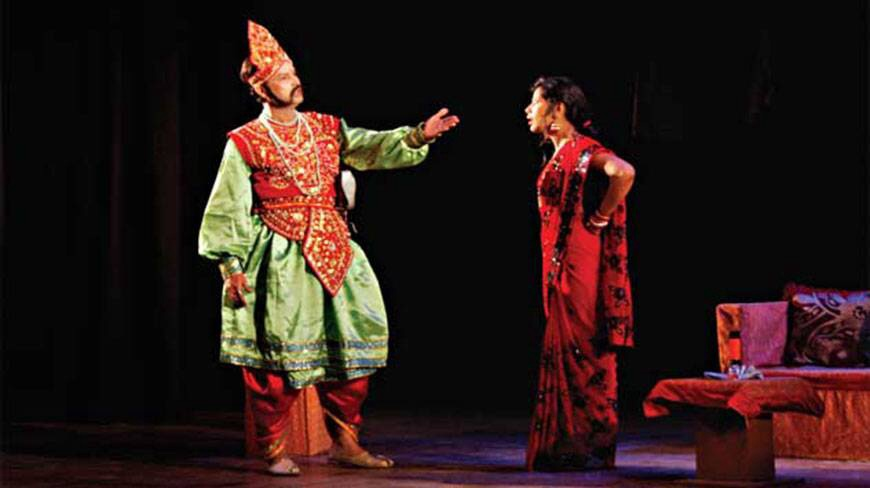
Représentation